# Guillermo Velasco
Guillermo Orlando Velasco Leiva (Valparaíso, Región de Valparaíso, 2 de junio de 1968) es un exfutbolista chileno. Jugaba de portero y militó en diversos clubes chilenos. Es recordado por ser el arquero que recibió un gol de arco a arco en el Estadio Playa Ancha, defendiendo a Santiago Wanderers ante Fernández Vial en un partido válido por el Torneo de Primera División de 1990 chileno.

## Selección nacional
Ha sido internacional con la Selección de fútbol sub-20 de Chile disputando el Mundial de Fútbol Juvenil de 1987, formando parte del conjunto que quedó finalmente con el cuarto lugar.
| Mundial                        | Sede  | Resultado    |
| ------------------------------ | ----- | ------------ |
| Mundial Juvenil Sub-20 de 1987 | Chile | Cuarto lugar |

## Clubes
| Club                 | País  | Año       |
| -------------------- | ----- | --------- |
| Everton              | Chile | 1985-1988 |
| Santiago Wanderers   | Chile | 1989-1991 |
| Universidad Católica | Chile | 1992      |
| Coquimbo Unido       | Chile | 1993      |
| Cobresal             | Chile | 1994      |